# Andrew R. Morgan
Andrew Richard Morgan (* 5. Februar 1976 in Morgantown, West Virginia) ist ein US-amerikanischer Astronaut.

## Lebenslauf
Andrew Morgan schloss die Highschool 1994 in Dover, Delaware ab. Im Anschluss besuchte er die United States Military Academy in West Point und erlangte dort seinen Bachelor of Science Degree in Environmental Engineering. 2002 promovierte Andrew Morgan im Fach Medizin. Bis zu seiner Auswahl als Mitglied der NASA-Astronautengruppe 21 diente Andrew Morgan in der 3rd Special Forces Group (Airborne). Morgan nahm als Teil der Einheit an Einsätzen im Irak, Afghanistan und Afrika teil. Er bekam unter anderem den Bronze Star Medal und die Defense Meritorious Service Medal für seine Einsätze verliehen.

## Astronautentätigkeit
Andrew R. „Drew“ Morgan wurde am 17. Juni 2013 als Mitglied der NASA-Astronautengruppe 21 ausgewählt. Am 20. Juli 2019 startete er mit Sojus MS-13 zu seiner ersten Mission. Er arbeitet als Bordingenieur der ISS-Expeditionen 60 bis 62 und kehrte mit Sojus MS-15 am 17. April 2020 zur Erde zurück.

## Privates
Morgan ist verheiratet und Vater von vier Kindern. Als Hobbys gibt er Laufen, Schwimmen, Gewichtheben und Lesen an.